# Odin, Minnesota
Odin är en ort i Watonwan County i Minnesota. Enligt 2020 års folkräkning hade Odin 123 invånare. Invånarantalet har sjunkit sedan år 2000 då orten hade 125 invånare.